# Afroditka plstnatá
Afroditka plstnatá (Aphrodita aculeata), díky svému vzhledu označována jako mořská housenka či přes němčinu mořská myš, je mnohoštětinatec z čeledi afroditkovitých. Žije u břehů evropských moří (severní Atlantik, Severní moře, Baltské moře a Středozemní moře) a dorůstá velikosti 18–20 centimetrů. Zahrabává se do písku přední částí napřed (je vidět zadní část jejího těla) a žije v hloubkách do 1000 metrů. Její tělo je hustě porostlé dlouhými štětinkami a po stranách je pestře zbarvená. Její tělo má ze svrchní části vyklenutý tvar, zatímco ze spodní části je plochý. Afroditky plstnaté jsou aktivními masožravci, živí se malými bezobratlými jako jsou nereidky. Její vědecké jméno je odvozeno od řecké bohyně lásky Afrodity.